# Liederträume
Albums de Mireille Mathieu
Ein Sonnenstrahl ertrinkt im Meer
(2002) Bonjour Mireille
(2004)
Liederträume est une compilation de la chanteuse française Mireille Mathieu sortie en 2002 en Allemagne sous le label BMG Ariola. Cette compilation a comme sous-titre Die schönsten Melodien erstmals auf CD (Les plus belles mélodies pour la première fois sur CD).

## Chansons de la compilation
1. Die Rose von Maurice Chevalier (B. Bernard/Michael Kunze)
2. Liederträume (A. Dona/Michael Kunze)
3. Einsamkeit (A. Dona/Michael Kunze)
4. Was in Amsterdam geschah (A. Dona/Michael Kunze)
5. Es war mal eine Liebe (Roland Vincent/Michael Kunze)
6. Paris ist nicht mehr, was es war (Ralph Siegel/Benrd Meinunger)
7. So will ich mit dir leben (Ralph Siegel/Benrd Meinunger)
8. Du mußt mir gar nichts von Liebe sagen (Joachim Heider/Michael Kunze)
9. Darum leg ich meinen Arm um dich (Christian Bruhn/Michael Holm)
10. Wie groß ist die Welt (Christian Bruhn/Jörg von Schenckendorff)
11. Traumzeit (Memory) (Andrew Lloyd Webber/T.S. Eliot/T. Nunn)
12. Wann bricht der Morgen an (Michael Kunze)
13. Géraldine (Old Moses/Gaby Griegmann/Michael Kunze)
14. Ich schau' in deine Augen (Dietrich/Grabowski)
15. Der Wind hat mir ein Lied erzählt (Lothar Brühne/Bruno Balz)
16. Meine Rose (Letzte Rose) (Christian Bruhn/Georges Buschor)
17. Am Ende bleibt die Liebe (Christian Bruhn/Geoges Buschor)